# Вахтангов, Евгений Багратионович
Евге́ний Богратио́нович (при рождении Багра́тионович) Вахта́нгов (1 (13) февраля 1883, Владикавказ — 29 мая 1922, Москва) — русский и советский театральный режиссёр, актёр и педагог, основатель и руководитель Студенческой драматической студии (1913—1922), с 1921 года известной как Третья студия МХТ, а с 1926 года — как театр имени Евгения Вахтангова.

## Биография

### Ранние годы

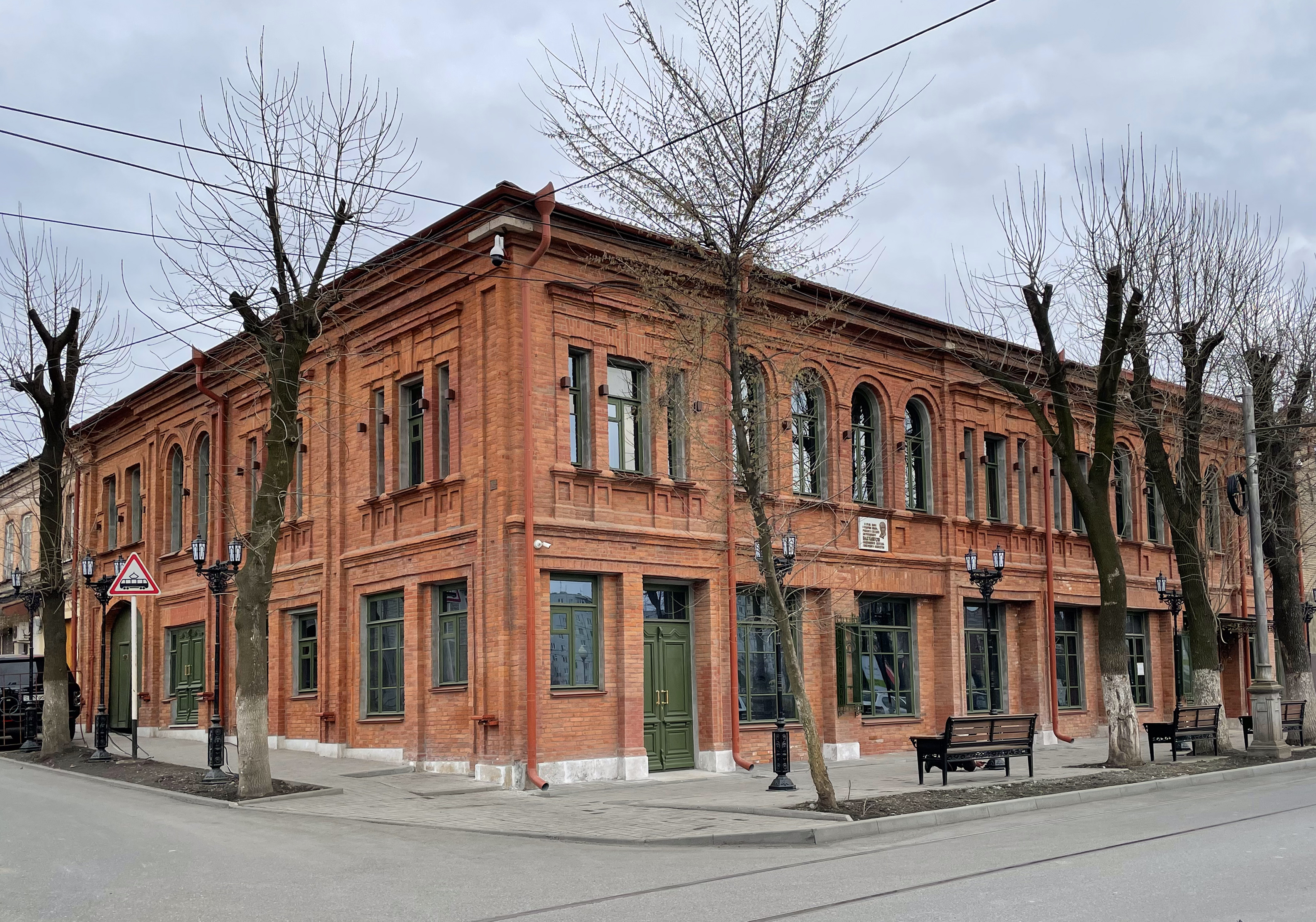
Дом на Армянской улице во Владикавказе, в котором родился и вырос Вахтангов.

Родился 1 (13) февраля 1883 года во Владикавказе Терской области Российской империи (ныне республика Северная Осетия России), в доме на Армянской улице напротив Церкви Святого Григория Просветителя (по другим сведениям — в жилом доме на месте современного недействующего Дома быта на проспекте Мира, № 13). Происходил из зажиточной патриархальной семьи табачного фабриканта Багратиона Сергеевича Вахтангова, армянина, и Ольги Васильевны Вахтанговой (в девичестве Лебедевой), русской. Его отец владел табачной фабрикой на Евдокимовской улице. Был крещён спустя 19 дней по православному обряду как «Евгений, сын Багратиона», но после переезда в Москву его отчество стало писаться как Богратионович.
Учился во Владикавказской гимназии, увлекался танцами, игрой на мандолине, печатал статьи и рассказы в гимназической газете «Нус». С 1901 года участвовал в любительских драмкружках в качестве актёра и постановщика спектаклей. Особенно любил острохарактерные роли, в том числе женские. В эти же годы выступал с рассказами и статьями о театре во владикавказской газете «Терек».
В 1903 году по окончании гимназии отец направил его для поступления в Рижский политехнический институт, где учился его двоюродный брат. Вахтангов тут же устроился актёром в местный драмкружок и в итоге провалил вступительные экзамены. После чего уехал к дяде Петру Васильевичу в Москву и поступил на естественное отделение физико-математического факультета Московского университета на естественный факультет, затем перевёлся на юридический (1904). Параллельно с учёбой продолжал играть в самодеятельности, в том числе в популярном у московской интеллигенции Михайловском драмкружке, организованном матерью Юрия Завадского. Периодически ездил во Владикавказ, где ставил спектакли.

Во время событий 1905—1907 годов участвовал в студенческом революционном движении, состоял в ЦУО (Центральный университетский орган, организованный студентами-революционерами), выступал как агитатор на фабриках и заводах, распространял революционную литературу. Примыкал к фракции эсеров. В письме Л. А. Сулержицкому 4 августа 1912 года писал:
…Если я оставил всё, что могло бы составить моё земное благополучие; если я ушёл из семьи; если я ушёл из университета, когда оставался только один экзамен, чтобы его окончить; если я решился почти на полуголодное существование (так, как было в начале года), то, значит, в душе моей есть наличность святого отношения к тому, ради чего я всё это сделал.

### Театральная карьера
В 1909 году Вахтангов, наконец, решился связать свою жизнь с театром и поступил в московскую театральную школу Александра Адашева. Его учителями были Леопольд Сулержицкий, Василий Лужский, Леонид Леонидов, Василий Качалов. Учился вместе с Серафимой Бирман, позже вспоминавшей их быт во время учёбы:
Питались те, у кого не было семьи и денег, чёрным хлебом и консервами из мелочной лавки, помещавшейся наискосок от школы. Мне кажется, что болезнь, сведшая Вахтангова впоследствии в могилу, началась именно от этих самых «консервов». Лавка была плохая, коробки проржавленные, содержимое — на уксусной эссенции. Перекисшее… Не считаю, что новичок был красивым или эффектным, но внутренняя сила делала его примечательным. Черты лица Вахтангова были как бы до отказа пропитаны волевой энергией и какой-то стремительной мечтательностью. Он казался человеком, который настоит на своём.
Принимал участие в программах «Кабаре», организованных студентами школы с целью заработка: вначале в качестве актёра и пародиста, затем — автора, режиссёра и музыканта. Зиму 1910—1911 годов провёл в Париже в качестве помощника Леопольда Сулержицкого, которого пригласили ставить «Синюю птицу» в театре Режан.
Весной 1911 года окончил школу и был принят в труппу МХТ. Как актёр был занят мало, взяв на себя обязанности проводника идей и разработки «системы» Константина Станиславского. Принимал участие в работе 1-й Студии МХТ и других театров («Летучая мышь», «Бродячая собака», театр в Териоках) как режиссёр и педагог. Острота и отточенность сценической формы, возникающие в результате глубокого проникновения исполнителя в душевную жизнь персонажа, отчётливо проявились как в сыгранных ролях (Текльтон в «Сверчке на печи» Диккенса, 1914; Шут в «Двенадцатой ночи» Шекспира, 1919), так и в спектаклях, поставленных им в 1-й Студии МХТ: «Праздник мира» Гауптмана (1913) и «Потоп» Х. Бергера (1915), где он играл роль Фрезера.

Евгений Вахтангов в роли Тэкльтона. Спектакль «Сверчок на печи». 1-я студия Художественного театра. 1914—1918

В 1913 году вместе с группой студентов основал и возглавил Студенческую студию, позже преобразованную в 3-ю студию МХТ. Руководство МХТ не разрешало Вахтангову работать на стороне, и первое время студия существовала «подпольно»: ставили спектакли на съёмных квартирах, декорации изготавливали из мешковины. Только в 1917 году театр публично заявил о себе как Московская драматическая студия Вахтангова.
С необычайной активностью развернулась после революции режиссёрская и преподавательская деятельность Вахтангова. В 1919 году по предложению Ольги Каменевой он возглавил Режиссёрскую секцию при Театральном отделе (ТЕО) Наркомпроса. Помимо работы в мхатовских и родственных им студиях (Оперная, Шаляпинская, Армянская студии, «Габима»), сотрудничал с Пролеткультом, Пролетарской студией, Пречистенскими рабочими курсами, Народным театром. Намеченная ещё в «Потопе» тема античеловечности буржуазно-мещанского общества получила развитие в сатирических образах «Свадьбы» Чехова (1920) и «Чуда святого Антония» Метерлинка (2-я сценическая редакция, 1921), поставленных в его Студии.
Мотив гротескного изобличения мира власть имущих, противопоставленного жизнеутверждающему народному началу, своеобразно преломлялся в трагедийных постановках — «Эрик XIV» Стриндберга (1-я Студия МХТ, 1921), «Гадибук» Ан-ского (еврейская студия «Габима», 1922). Стремление Вахтангова к поискам «современных способов разрешить спектакль в форме, которая звучала бы театрально» нашло воплощение в его последней постановке «Принцесса Турандот» (3-я Студия МХТ, 1922), пронизанной духом светлого жизнеутверждения. Она была воспринята Станиславским, Владимиром Немировичем-Данченко и другими театральными деятелями как крупнейшая творческая победа, обогащающая искусство сцены, прокладывающая новые пути в театре.
Основополагающими для режиссёрского творчества Вахтангова были идеи неразрывного единства этического и эстетического назначения театра, единства художника и народа, острое чувство современности, определяющее неповторимую сценическую форму, отвечающее содержанию драматического произведения, его художественным особенностям. Эти принципы нашли своё продолжение и развитие у последователей и учеников Вахтангова — Рубена Симонова, Бориса Захавы, актёров Бориса Щукина, Иосифа Толчанова, Михаила Чехова и других.
С середины 1910-х годов Вахтангов страдал от болей в желудке. Осенью 1918 года он лёг на обследование в больницу Игнатьевой с подозрением на язву. В январе 1919 года врачи обнаружили у режиссёра рак желудка, но скрыли от него. Тогда же Вахтангову провели операцию — как ему сообщили, успешную. В дальнейшем болезнь обострилась, и в 1922 году он уже не поднимался с постели. За несколько недель до премьеры спектакля «Принцесса Турандот» его навестил Станиславский.
Вахтангов умер 29 мая 1922 года. 31 мая 1922 года был похоронен на Новодевичьем кладбище Москвы.

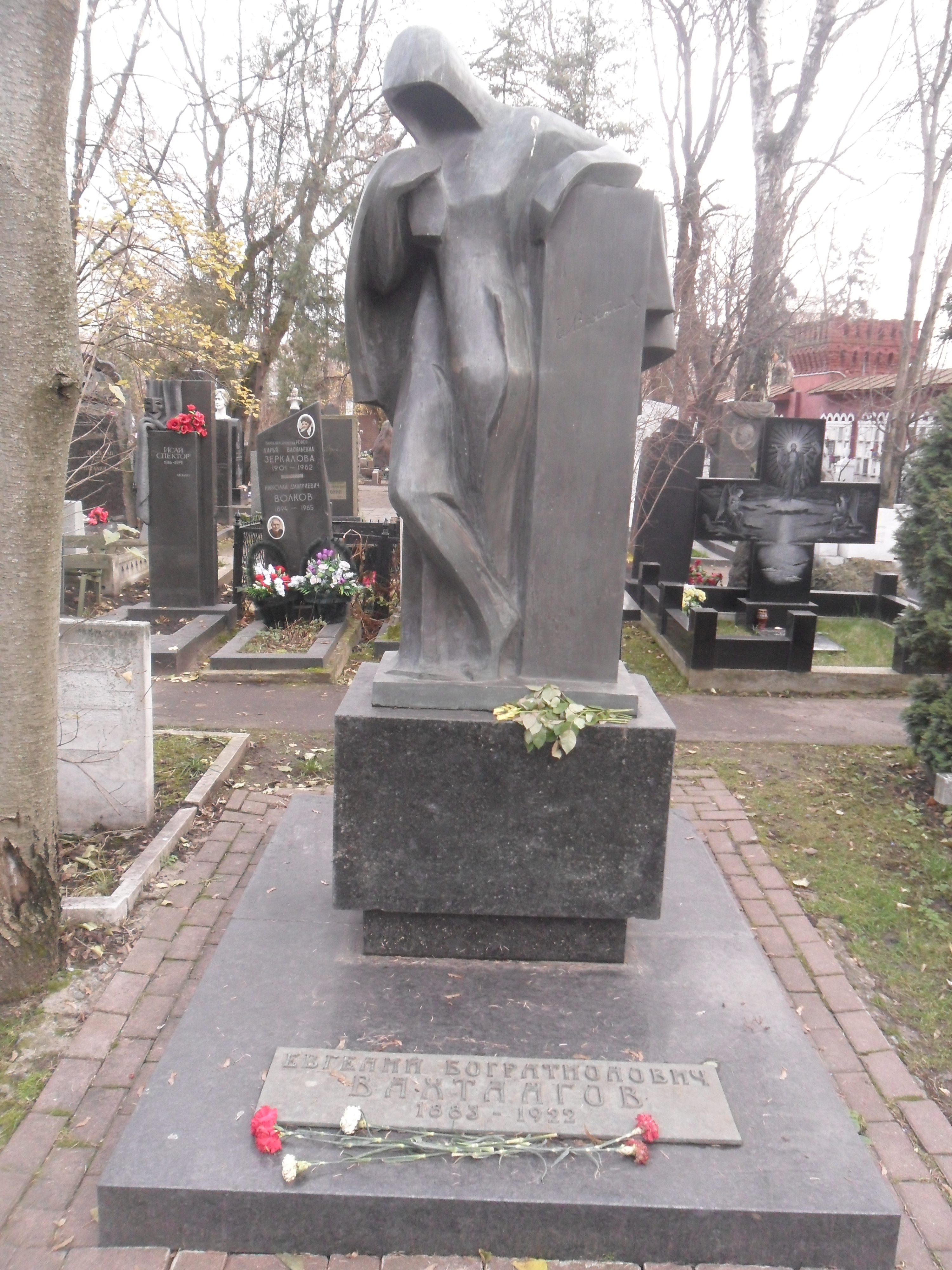
Могила Вахтангова на Новодевичьем кладбище Москвы

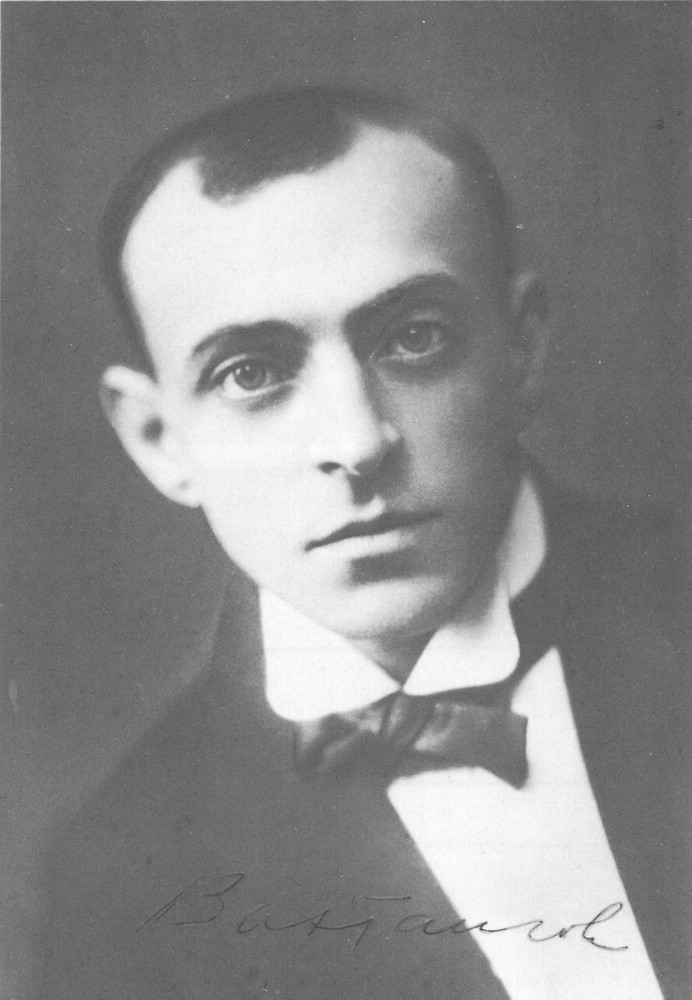
Фото Евгения Вахтангова с автографом
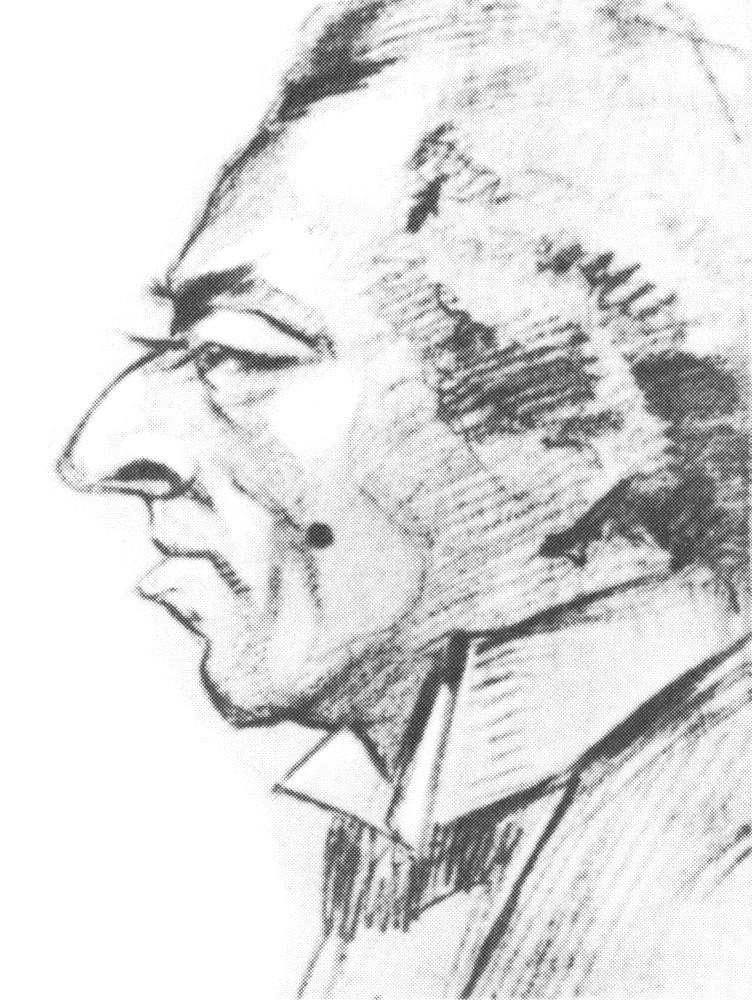
Шарж Юрия Завадского (1913)
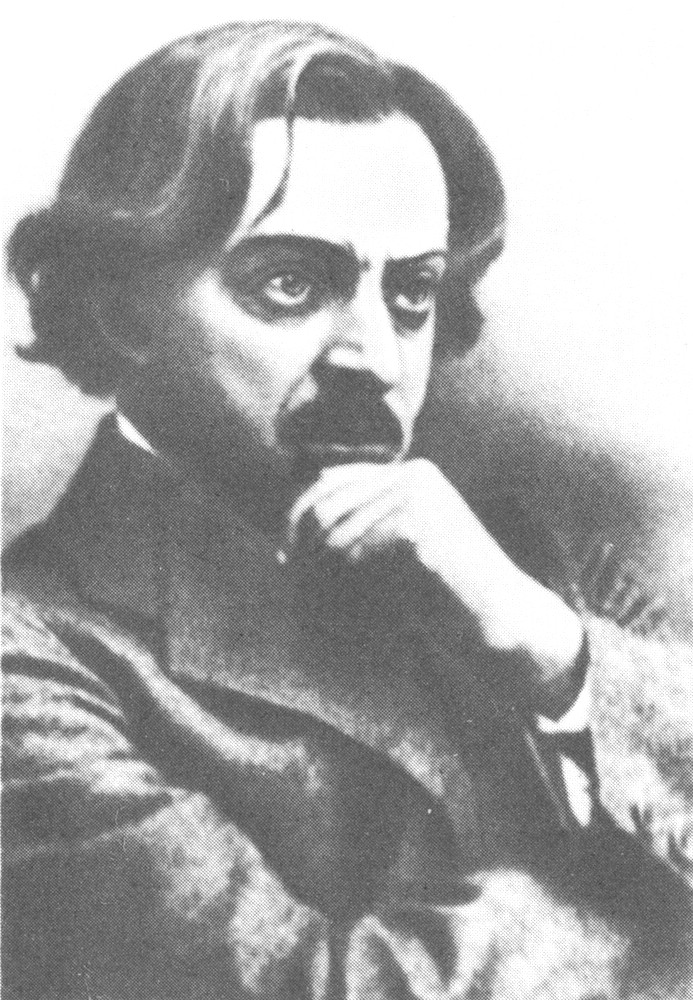
Вахтангов в роли Крафта (1914)

Юрий Любимов рассказывал, что после смерти Вахтангова на сцену его театра прямо во время спектакля «Летучая мышь» вышел конферансье и объявил: «Товарищи, несколько минут назад скончался великий режиссер Вахтангов». Из зала крикнули: «Ничего! Заменим». - «Как жаль, что вы не заменили его несколько минут назад», - был ответ.

## Историческое значение
Евгений Вахтангов — не просто режиссёр-реформатор. Ему принадлежит уникальное достижение в истории театра. Вахтангов поставил два спектакля, которые не только пережили их создателя, но побили всевозможные рекорды театральных постановок-долгожителей. «Гадибук» в театре «Габима» шёл более 40 лет, вплоть до середины 1960-х годов. «Принцесса Турандот» в театре имени Вахтангова — ещё дольше, вплоть до 2006 года, правда, с небольшими перерывами.

## Семья
- Отец — Багратион Сергеевич Вахтангов (?—1921), армянин, христианин Армянской Апостольской церкви. Купец 2-й гильдии, табачный фабрикант. Начинал с самых низов, сумев добиться коммерческого благосостояния. Был близким другом отца Рубена Симонова. По словам Симонова, был известен во Владикавказе своей скупостью; по свидетельству самого Евгения Вахтангова и его жены, был домашним тираном, держал в страхе всю семью, в театр не ходил и увлечений сына не поощрял. Конфликт Вахтангова с отцом зашёл так далеко, что он перестал навещать родительский дом, а знакомых просил называть его Евгением Александровичем[8][14].
- Мать — Ольга Васильевна Вахтангова (в девичестве Лебедева), русская, православная. Происходила также из купеческого сословия, была дочерью владельца табачной фабрики Лебедева в Тифлисе[8][14].
- Сестра — Софья Богратионовна Козловская-Вахтангова (?—1923), учительница, революционерка, жена Мечислава Юльевича Козловского. Была сотрудницей Полевого штаба Реввоенсовета Республики, затем служила в Московской чрезвычайной комиссии, в ВЧК и ГПУ[19].
- Сестра — Нина Богратионовна Вахтангова (1887—1967) .
- Жена (с 1905 по 1922 год) — Надежда Михайловна Вахтангова (в девичестве Байцурова) (30 ноября 1885 — 8 марта 1968). Познакомились в 1901 году во Владикавказе, обвенчались осенью 1905 года в Москве[8]. Участвовала во многих спектаклях мужа, была заведующей литературной частью 3-й Студии МХТ. После смерти Вахтангова организовала музей-квартиру. Автор воспоминаний о муже.
  - Сын — Сергей Евгеньевич Вахтангов (1907—1987), архитектор.
    - Внук — Евгений Сергеевич Вахтангов (1942—2018), живописец и сценограф.

## Работы в театре
Актёр
- «Живой труп» Л. Н. Толстого — Цыган
- «Синяя птица» Метерлинка — Сахар
- «Гамлет» Шекспира — Второй актёр
- «Двенадцатая ночь» Шекспира — Шут
- «Усадьба Ланиных» Б. К. Зайцева, 1913
- «Праздник мира Гауптмана», 1913
- «Николай Ставрогин», 1913
- «Мысль» Андреева — Крафт, 1914
- «Сверчок на печи» по Диккенсу — Текльтон, 1914
- «Каменный гость» — Гость у Лауры, 1915
- «Потоп» Х. Бергера — Фрезер, 1915

Режиссёр
- «Праздник мира» Г. Гауптмана (15 ноября 1913 г. — 1-я Студия)
- «Потоп» Х. Бергера (26 апреля 1915 г. — 1-я Студия)
- «Росмерсхольм» Г. Ибсена, 1918
- «Свадьба» А. П. Чехова (1920, 3-я Студия)
- «Чудо Святого Антония» Метерлинка (1921, 3-я Студия)
- «Эрик XIV» А. Стриндберга (1-я Студия МХТ, 1921)
- «Гадибук» Ан-ского (еврейская студия «Габима», 1922)
- «Принцесса Турандот» Гоцци (3-я Студия МХТ, 1922)

## Памяти Вахтангова

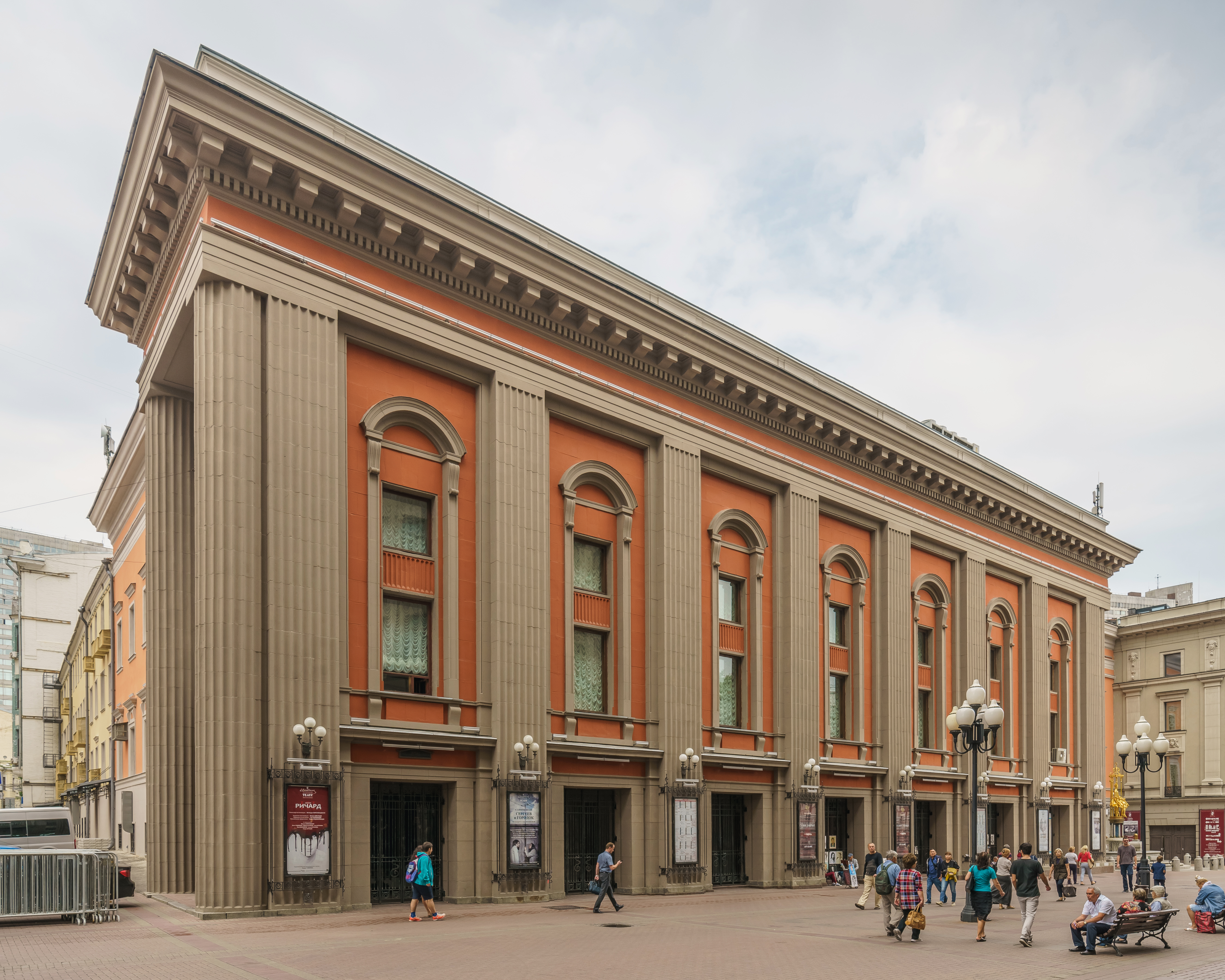
Государственный академический театр имени Е. Вахтангова (Москва)

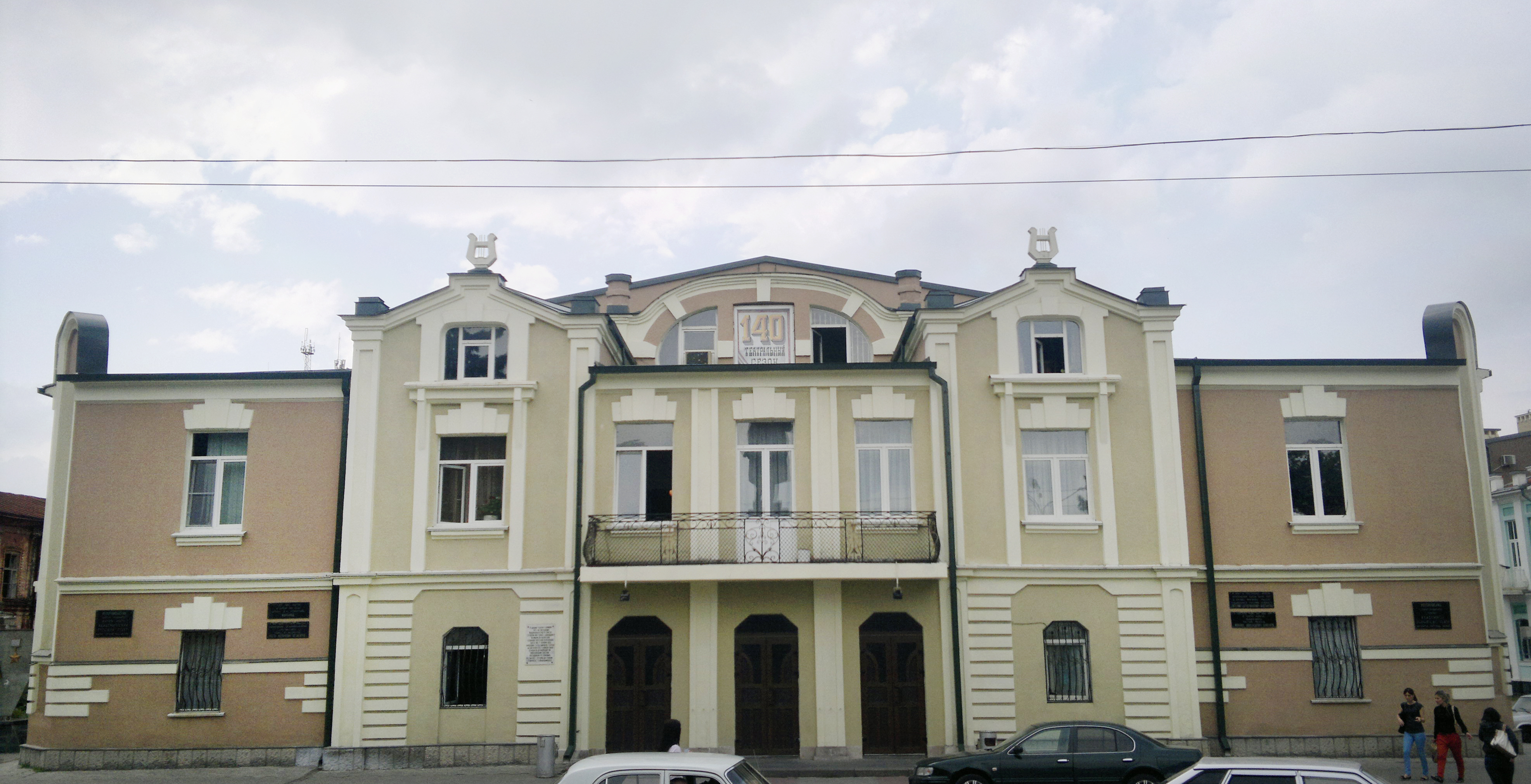
Академический русский театр имени Вахтангова (Владикавказ)

- В 1926 году 3-я студия МХТ была переименована в Государственный академический театр имени Евгения Багратионовича Вахтангова. А в 1931 году при театре был создан музей, основой которого стали материалы, собранные женой Е. Вахтангова[20].
- В 1996 году Русскому театру во Владикавказе было присвоено имя Евгения Вахтангова.
- В доме, где жил Вахтангов в 1918—1922 годах (Денежный переулок, 12), в 1923 году была открыта мемориальная квартира, на доме была установлена памятная доска.
- В 1924—1993 годах имя Вахтангова носил Большой Николопесковский переулок в районе Арбата.
- Во Владикавказе есть переулок Вахтангова.
- На доме по улице Армянской во Владикавказе, где родился и вырос Вахтангов, установлена мемориальная доска.
- В июне 2013 года был открыт памятник Вахтангову во Владикавказе[21].
- Имя Вахтангова носит улица в Челябинске (Металлургический район).
- В 1966 году на киностудии «Центрнаучфильм» был снял фильм «Вахтангов» (реж. Владимир Томберг).
- 13 октября 2014 года во дворе Щукинского училища был установлен памятник, приуроченный к столетию основания Студенческой драматической студии.
- В честь Евгения Вахтангова назван самолёт Airbus A321 авиакомпании «Аэрофлот» (б/н VP-BTL).
- К режиссёру обращено стихотворение Марины Цветаевой «Евгению Богратионовичу Вахтангову» (1918).
- Имя Вахтангова носит улица в Тель-Авиве (Яффо).
- В 2020 году в Москве на Арбате перед зданием Вахтанговского театра открыт памятник Евгению Вахтангову[22].
- С 2024 года во Владикавказе проходит всероссийский театральный фестиваль «Вахтангов. Путь домой».